# ジーエヌアイグループ
株式会社ジーエヌアイグループ（英: GNI Group Ltd.）は、東京証券取引所グロース市場に上場している創薬企業。主に中国を拠点に新薬探索・臨床開発から製造、販売まで一貫した事業を行っている。

## 沿革
- 2001年
  - 11月 - 米国法人Gene Networks, Inc.の日本法人として株式会社ジーエヌアイを東京都渋谷区に設立[4]。
  - 12月 - 福岡県久留米市の久留米リサーチ・パーク内に久留米研究ラボを開設[4]。
- 2003年
  - 9月 - 米国法人GNI USA Inc.を100%子会社として設立[4]。
  - 12月 - 米国法人Gene Networks, Inc.の財産をGNI USA Inc. に移転し、同社は解散[4]。
- 2005年
  - 5月 - 中国法人上海ジェノミクス有限公司の持分76.74%を取得[4]。
  - 6月 - 本店を東京都港区に移転[4]。
- 2006年
  - 2月 - 久留米研究ラボを閉鎖して、福岡県福岡市早良区に「GNI創薬解析センター」を開設[4]。
  - 7月 - 中国法人北京コンチネント薬業有限公司の持分12%を取得[4]。
- 2007年
  - 5月 - 本店を東京都千代田区に移転[4]。
  - 6月 - 中国法人上海ジェノミクス有限公司を100%子会社化する持分追加取得の契約を締結[4]。
  - 8月 - マザーズに株式公開[4]。
- 2008年
  - 8月 -「GNI創薬解析センター」を閉鎖し、中国法人上海ジェノミクス有限公司に統合[4]。
  - 9月 - 米国法人GNI USA Inc.を清算[4]。
- 2009年6月 - 本店を東京都新宿区に移転[4]。
- 2010年
  - 11月 - 中国法人北京コンチネント薬業有限公司の持分を売却[4]。
  - 11月 - イーピーエス株式会社との合弁で、中国法人GNI-EPS Pharmaceuticals, Inc.を設立[4]。
- 2011年8月 - 中国法人北京コンチネント薬業有限公司の持分51%（間接保有分11.56%）を取得し子会社化[4]。
- 2012年6月 - 中国法人上海ジェノミクス有限公司の完全子会社として、上海ジェノミクステクノロジー有限公司を設立、連結子会社化[4]。
- 2013年7月 - GNI-EPS Pharmaceuticals, Inc.の親会社として、子会社（中間持株会社）・GNI-EPS(HONG KONG)HOLDINGS LIMITED設立に関する基本合意書をイーピーエス株式会社と締結[4]。
- 2015年1月 - 完全子会社として米国法人GNI USA, Inc.を設立[4]。米国法人IriSys, LLCの持分を35%取得し、持分法適用関連会社化[4][5]。
- 2017年7月 - IriSys, LLCの持分の一部をEPS Americas, Corp.に譲渡。持分法適用関連会社から除外[6]。米国法人Berkeley Advanced Biomaterials LLCの持分70%を取得し子会社化。
- 2018年3月 - 米国にCullgen Inc.を設立。

## パイプライン

### アイスーリュイ[3]
アイスーリュイ（化合物名：ピルフェニドン）は2016年現在、中国で唯一販売・承認されている特発性肺線維症治療薬。2017年2月に中国の新保険目録に収載された。また、適応症拡大のための治験を中国で行っている。
中国以外の地域では、オーストラリア、ニュージーランド、アセアン諸国、香港、ロシア及び独立国家共同体を含む地域において、AFTファーマシューティカルズと独占的販売契約を結んでおり、2016年5月にマレーシアで登録申請を行った。
| 適応                                                  | 国   | 前臨床 | 第1相 | 第2相 | 第3相  | 新薬承認 | 備考                                        |
| ----------------------------------------------------- | ---- | ------ | ----- | ----- | ------ | -------- | ------------------------------------------- |
| 特発性肺線維症（IPF）                                 | 中国 | Yes    | Yes   | Yes   | Yes    | Yes      | 新薬承認済み                                |
| 放射線性肺炎（RP）                                    | 中国 | Yes    | Yes   | Yes   |        |          | 第3相臨床試験に先行するパイロット試験実施中 |
| 糖尿病腎症（DN）                                      | 中国 | Yes    | Yes   |       |        |          | 第2相臨床試験治験許可承認取得               |
| 結合組織疾患を伴う間質性肺疾患（CTD-ILD）（皮膚筋炎） | 中国 | Yes    | Yes   | Yes   | 実施中 |          | 第3相臨床試験実施中                         |
| 結合組織疾患を伴う間質性肺疾患（CTD-ILD）（強皮症）   | 中国 |        |       |       | 実施中 |          | 第3相臨床試験実施中                         |

### F351
F351（化合物名：ヒドロニドン）は、ピルフェニドン（アイスーリュイ）の誘導体。ピルフェニドンに比べ線維症の減少に強い作用を持つ。B型慢性肝炎に伴う肝線維症の治療薬として、中国で第2相臨床試験、アメリカで第1相臨床試験を実施している。
| 適応              | 国             | 前臨床 | 第1相  | 第2相  | 第3相 | 新薬承認 | 備考                |
| ----------------- | -------------- | ------ | ------ | ------ | ----- | -------- | ------------------- |
| 肝線維症          | 中国           | Yes    | Yes    | 実施中 |       |          | 第2相臨床試験実施中 |
| 慢性肝臓病（CKD） | 中国           | Yes    |        |        |       |          |                     |
| 肝線維症          | アメリカ合衆国 | Yes    | 実施中 |        |       |          | 第1相臨床試験実施中 |

### F573
F573（以前はF1013と表記）は、エピセプト（現・イミューン・ファーマシューティカルズ）が開発したジペプチド化合物。アジア、オーストラリア、ニュージーランドで開発を行う権利を取得している。2011年7月に上海食品薬品監督管理局に新薬治験許可申請書を提出。
| 適応                         | 国   | 前臨床 | 第1相 | 第2相 | 第3相 | 新薬承認 | 備考             |
| ---------------------------- | ---- | ------ | ----- | ----- | ----- | -------- | ---------------- |
| 急性肝不全・慢性肝不全急性化 | 中国 | Yes    |       |       |       |          | 治験許可承認済み |

### タミバロテン
タミバロテンは、東光薬品工業が日本において承認を受けた急性前骨髄球性白血病（APL）治療薬。中国における開発などの権利を、2013年にジーエヌアイグループとイーピーエスとの合弁会社であるGNI-EPS （HONG KONG） Holdings Ltd.がイーピーエスから譲渡。ジーエヌアイグループと東光薬品工業株式会社が臨床試験を行っていた。
2015年に臨床試験を早期終了し、輸入薬承認を申請。
| 適応                        | 国   | 前臨床 | 第1相 | 第2相 | 第3相 | 新薬承認 | 備考                   |
| --------------------------- | ---- | ------ | ----- | ----- | ----- | -------- | ---------------------- |
| 急性前骨髄球性白血病（APL） | 中国 |        |       |       | Yes   |          | 輸入薬登録申請提出済み |

### フォーム状製剤
酪酸ヒドロコルチゾンの温度により制御されるフォーム状製剤。2015年に治験許可申請書を北京市食品薬品監督管理局に提出。
| 適応                                                     | 国   | 前臨床 | 第1相 | 第2相 | 第3相 | 新薬承認 | 備考                      |
| -------------------------------------------------------- | ---- | ------ | ----- | ----- | ----- | -------- | ------------------------- |
| 酪酸ヒドロコルチゾンの温度により制御されるフォーム状製剤 | 中国 | Yes    |       |       |       |          | 治験許可申請 再提出保留中 |

## 関連会社
以下は2019年3月現在のジーエヌアイグループの主な関連会社。パーセントは議決権比率。カッコ内は間接出資を含む。
- GNI Hong Kong Limited (100%、香港) - 持株会社
  - GNI Tianjin Limited (100%、中国) - 臨床開発
- 上海ジェノミクス有限公司 (100%、中国)
  - 上海ジェノミクス テクノロジー有限公司 (80%、中国) - ゲノム関連試薬
  - 上海リーフ国際貿易有限公司 (80%、中国) - ヘルスケア製品の輸入・販売
- Continent Pharmaceuticals Inc. (56%、ケイマン諸島) - 持株会社
  - BJContinent Pharmaceuticals Limited (100%、香港) - 持株会社
  - 北京コンチネント薬業有限公司 (100%、中国) - 医薬品開発・製造・販売
  - Continent Pharmaceuticals U.S., Inc. (100%、アメリカ) - 持株会社
    - IriSys, LLC (15%、アメリカ) - 医薬品製造受託及び製剤開発
- GNI USA, Inc. (100%、アメリカ) - 持株会社
  - Berkeley Advanced Biomaterials LLC (70%、アメリカ) - 医療機器製造・販売
  - Reveal Bioscience, Inc. (6%、アメリカ) - コンピューターによる病理診断
  - Cullgen Inc. (54%、アメリカ)
    - Cullgen (Shanghai), Inc. (100%、中国) - 新規化合物探索・前臨床開発